# Seznam druhů želv
Toto je seznam druhů želv. Nejsou zde zahrnuty vyhynulé taxony.

## Podřád Cryptodira (skrytohrdlí)

### Čeleď Carettochelyidae (karetkovití)

#### Rod Carettochelys
- Karetka novoguinejská (Carettochelys insculpta)

### Čeleď Cheloniidae (karetovití)

#### Rod Caretta
- Kareta obecná (Caretta caretta)

#### Rod Lepidochelys
- Kareta menší (Lepidochelys kempii)
- Kareta zelenavá (Lepidochelys olivacea)

#### Rod Chelonia
- Kareta obrovská (Chelonia mydas)

#### Rod Eretmochelys
- Kareta pravá (Eretmochelys imbricata)

#### Rod Natator
- Kareta plochá (Natator depressus)

### Čeleď Chelydridae (kajmankovití)

#### Rod Chelydra
- Kajmanka ostronosá (Chelydra acutirostris)
- Kajmanka středoamerická (Chelydra rossignonii)
- Kajmanka dravá (Chelydra serpentina)

#### Rod Macrochelys
- Macrochelys suwanniensis (bez českého názvu)
- Kajmanka supí (Macrochelys temminckii)

### Čeleď Dermatemydidae (dlouhohlávkovití)

#### Rod Dermatemys
- Dlouhohlávka mexická (Dermatemys mawii)

### Čeleď Dermochelyidae (kožatkovití)

#### Rod Dermochelys
- Kožatka velká (Dermochelys coriacea)

### Čeleď Emydidae (emydovití)

#### Rod Clemmys
- Želva tečkovaná (Clemmys guttata)

#### Rod Emys
- Želva bahenní (Emys orbicularis)
- Želva sicilská (Emys trinacris)
- Želva ontarijská (Emys blandingii)

#### Rod Glyptemys
- Želva Muhlenbergova (Glyptemys muhlenbergii)
- Želva hrbolatá (Glyptemys insculpta)

#### Rod Terrapene
- Želva karolínská (Terrapene carolina)
- Želva slaništní (Terrapene coahuila)
- Želva kazetová (Terrapene nelsoni)
- Želva krabičná (Terrapene ornata)
- Terrapene mexicana (bez českého názvu)
- Terrapene yucatana (bez českého názvu)

#### Rod Chrysemys
- Želva ozdobná (Chrysemys picta)

#### Rod Deirochelys
- Želva síťovaná (Deirochelys reticularia)

#### Rod Graptemys
- Želva Barbourova (Graptemys barbouri)
- Želva Cagleova (Graptemys caglei)
- Želva Ernstova (Graptemys ernsti)
- Želva žlutoskvrnná (Graptemys flavimaculata)
- Želva mapová (Graptemys geographica)
- Želva Gibbonsova (Graptemys gibbonsi)
- Želva černohrbá (Graptemys nigrinoda)
- Želva prstencová (Graptemys oculifera)
- Želva ouachitská (Graptemys ouachitensis)
- Želva mississippská (Graptemys pseudogeographica)
- Želva pohledná (Graptemys pulchra)
- Želva coloradská (Graptemys versa)
- Graptemys pearlensis (bez českého názvu)
- Graptemys sabinensis (bez českého názvu)

#### Rod Malaclemys
- Želva diamantová (Malaclemys terrapin)

#### Rod Pseudemys
- Želva alabamská (Pseudemys alabamensis)
- Želva žíhaná (Pseudemys concinna)
- Želva floridská (Pseudemys floridana)
- Želva Zugova (Pseudemys gorzugi)
- Želva Nelsonova (Pseudemys nelsoni)
- Želva poloostrovní (Pseudemys peninsularis)
- Želva červenobřichá (Pseudemys rubriventris)
- Želva texaská (Pseudemys texana)

#### Rod Trachemys
- Želva brazilská (Trachemys adiutrix)
- Želva půvabná (Trachemys callirostris)
- Želva espaňolská (Trachemys decorata)
- Želva kubánská (Trachemys decussata)
- Želva uruguayská (Trachemys dorbigni)
- Želva nikaragujská (Trachemys emolli)
- Želva Gaigeové (Trachemys gaigeae)
- Želva obláčková (Trachemys nebulosa)
- Želva západomexická (Trachemys ornata)
- Želva nádherná (Trachemys scripta)
  - Želva žlutolící (Trachemys scripta scripta)
- Želva Stejnegerova (Trachemys stejnegeri)
- Želva Taylorova (Trachemys taylori)
- Želva jamajská (Trachemys terrapen)
- Želva středoamerická (Trachemys venusta)
- Želva sonorská (Trachemys yaquia)
- Trachemys medemi (bez českého názvu)

### Čeleď Geoemydiae (batagurovití)

#### Rod Batagur
- Batagur tuntong (Batagur affinis)
- Batagur bengálský (Batagur baska)
- Batagur kalagur (Batagur borneoensis)
- Batagur dhongoka (Batagur dhongoka)
- Batagur kachuga (Batagur kachuga)
- Batagur třípruhý (Batagur trivittata)

#### Rod Cuora
- Želva amboinská (Cuora amboinensis)
- Želva zlatohlavá (Cuora aurocapitata)
- Želva lemovaná (Cuora flavomarginata)
- Želva žlutočelá (Cuora galbinifrons)
- Želva McCordova (Cuora mccordi)
- Želva hranatá (Cuora mouhotii)
- Želva Panova (Cuora pani)
- Želva třípásá (Cuora trifasciata)
- Želva jünnanská (Cuora yunnanensis)
- Želva Zhouova (Cuora zhoui)
- Cuora bourreti (bez českého názvu)
- Cuora cyclornata (bez českého názvu)
- Cuora picturata (bez českého názvu)
- Cuora serrata (bez českého názvu)

#### Rod Cyclemys
- Želva červenoboká (Cyclemys atripons)
- Želva zubatá (Cyclemys dentata)
- Želva záhadná (Cyclemys enigmatica)
- Želva hnědá (Cyclemys fusca)
- Želva Gelemova (Cyclemys gemeli)
- Želva Oldhamova (Cyclemys oldhamii)
- Želva pentličková (Cyclemys pulchristiata)
- Želva tcheponská (Cyclemys tcheponensis)

#### Rod Geoclemys
- Želva Hamiltonova (Geoclemys hamiltonii)

#### Rod Geoemyda
- Želva okinavská (Geoemyda japonica)
- Želva Spenglerova (Geoemyda spengleri)

#### Rod Hardella
- Želva korunková (Hardella thurjii)

#### Rod Heosemys
- Želva chrámová (Heosemys annandalii)
- Želva zploštělá (Heosemys depressa)
- Želva černavá (Heosemys grandis)
- Želva ostnitá (Heosemys spinosa)

#### Rod Leucocephalon
- Želva žlutohlavá (Leucocephalon yuwonoi)

#### Rod Malayemys
- Želva velkohlavá (Malayemys macrocephala)
- Želva šnekožravá (Malayemys subtrijuga)
- Malayemys khoratensis (bez českého názvu)

#### Rod Mauremys
- Želva annamská (Mauremys annamensis)
- Želva kaspická (Mauremys caspica)
- Želva japonská (Mauremys japonica)
- Želva maurská (Mauremys leprosa)
- Želva krátkonosá (Mauremys mutica)
- Želva temná (Mauremys nigricans)
- Želva Reevesova (Mauremys reevesii)
- Želva tmavobřichá (Mauremys rivulata)
- Želva čínská (Mauremys sinensis)

#### Rod Melanochelys
- Želva hřebenitá (Melanochelys tricarinata)
- Želva trojkýlná (Melanochelys tricarinata)

#### Rod Morenia
- Želva okatá (Morenia ocellata)
- Želva Petersova (Morenia petersi)

#### Rod Notochelys
- Želva plochohřbetá (Notochelys platynota)

#### Rod Orlitia
- Orlície bornejská (Orlitia borneensis)

#### Rod Pangshura
- Želva Smithova (Pangshura smithii)
- Želva assamská (Pangshura sylhetensis)
- Želva střechovitá (Pangshura tecta)
- Želva indická (Pangshura tentoria)

#### Rod Rhinoclemmys
- Želva kroužkovaná (Rhinoclemmys annulata)
- Želva yucatánská (Rhinoclemmys areolata)
- Želva diadémová (Rhinoclemmys diademata)
- Želva smuteční (Rhinoclemmys funerea)
- Želva černoprsá (Rhinoclemmys melanosterna)
- Želva nosatá (Rhinoclemmys nasuta)
- Želva kouzelná (Rhinoclemmys pulcherrima)
- Želva plamínková (Rhinoclemmys punctularia)
- Želva červenavá (Rhinoclemmys rubida)

#### Rod Sacalia
- Želva Bealeova (Sacalia bealei)
- Želva čtyřoká (Sacalia quadriocellata)

#### Rod Siebenrockiella
- Želva tlustohrdlá (Siebenrockiella crassicollis)
- Želva palawanská (Siebenrockiella leytensis)

#### Rod Vijayachelys
- Želva cochinská (Vijayachelys silvatica)

### Čeleď Kinosternidae (klapavkovití)

#### Rod Claudius
- Klapavec zubatý (Claudius angustatus)

#### Rod Kinosternon
- Klapavka ostronosá (Kinosternon acutum)
- Klapavka alamoská (Kinosternon alamosae)
- Klapavka útloboká (Kinosternon angustipons)
- Klapavka arizonská (Kinosternon arizonense)
- Klapavka floridská (Kinosternon baurii)
- Klapavka západomexická (Kinosternon chimalhuaca)
- Klapavka yucatanská (Kinosternon creaseri)
- Klapavka Dunnova (Kinosternon dunni)
- Klapavka durangoská (Kinosternon durangoense)
- Klapavka žlutavá (Kinosternon flavescens)
- Klapavka Herreraova (Kinosternon herrerai)
- Klapavka hrubonohá (Kinosternon hirtipes)
- Klapavka uzavřená (Kinosternon integrum)
- Klapavka běloústá (Kinosternon leucostomum)
- Klapavka jihomexická (Kinosternon oaxacae)
- Klapavka štírovitá (Kinosternon scorpioides)
- Klapavka sonorská (Kinosternon sonoriense)
- Klapavka americká (Kinosternon subrubrum)
- Kinosternon steindachneri (bez českého názvu)
- Kinosternon stejnegeri (bez českého názvu)
- Kinosternon vogti (bez českého názvu)

#### Rod Staurotypus
- Klapavec Salvinův (Staurotypus salvinii)
- Klapavec mexický (Staurotypus triporcatus)

#### Rod Sternotherus
- Klapavka kýlnatá (Sternotherus carinatus)
- Klapavka zploštělá (Sternotherus depressus)
- Klapavka malá (Sternotherus minor)
- Klapavka obecná (Sternotherus odoratus)

### Čeleď Platysternidae (hlavcovití)

#### Rod Platysternon
- Hlavec plochý (Platysternon megacephalum)

### Čeleď Testudinidae (testudovití)

#### Rod Agrionemys
- Želva stepní (Agrionemys horsfieldii)

#### Rod Aldabrachelys
- Želva obrovská (Aldabrachelys gigantea)

#### Rod Astrochelys
- Želva paprsčitá (Astrochelys radiata)
- Želva angonoka (Astrochelys yniphora)

#### Rod Centrochelys
- Želva ostruhatá (Centrochelys sulcata)

#### Rod Chelonoidis
- Želva uhlířská (Chelonoidis carbonarius)
- Želva chilská (Chelonoidis chilensis)
- Želva pinzónská (Chelonoidis duncanensis)
- Želva pralesní (Chelonoidis denticulatus)
- Želva sloní (Chelonoidis nigra)
- Želva santacruzská (Chelonoidis porteri)
- Chelonoidis becki (bez českého názvu)
- Chelonoidis chathamensis (bez českého názvu)
- Chelonoidis darwini (bez českého názvu)
- Chelonoidis hoodensis (bez českého názvu)
- Chelonoidis phantasticus (bez českého názvu)
- Chelonoidis vicina (bez českého názvu)

#### Rod Chersina
- Želva rytířská (Chersina angulata)

#### Rod Chersobius
- Želvička Boulenbergova (Chersobius boulengeri)
- Želvička trpasličí (Chersobius signatus)
- Želvička namibijská (Chersobius solus)

#### Rod Geochelone
- Želva hvězdnatá (Geochelone elegans)
- Želva barmská (Geochelone platynota)

#### Rod Gopherus
- Želva Agassizova (Gopherus agassizii)
- Želva Berlandierova (Gopherus berlandieri)
- Želva pouštní (Gopherus flavomarginatus)
- Želva myší (Gopherus polyphemus)
- Gopherus evgoodei (bez českého názvu)
- Gopherus morafkai (bez českého názvu)

#### Rod Homopus
- Želvička proměnlivá (Homopus areolatus)
- Želvička větší (Homopus femoralis)

#### Rod Indotestudo
- Želva podlouhlá (Indotestudo elongata)
- Želva Forstenova (Indotestudo forstenii)
- Želva travancorská (Indotestudo travancorica)

#### Rod Kinixys
- Želva kloubnatá (Kinixys belliana)
- Želva ohebná (Kinixys erosa)
- Želva Homeova (Kinixys homeana)
- Želva lobatská (Kinixys lobatsiana)
- Želva natalská (Kinixys natalensis)
- Želva Spekeova (Kinixys spekii)

#### Rod Malacochersus
- Želva skalní (Malacochersus tornieri)

#### Rod Manouria
- Želva mohutná (Manouria emys)
- Želva dlaždicovitá (Manouria impressa)

#### Rod Psammobates
- Želva kreslená (Psammobates geometricus)
- Želva kalaharská (Psammobates oculifer)
- Želva sluníčková (Psammobates tentorius)

#### Rod Pyxis
- Želva pavoukovitá (Pyxis planicauda)
- Želva ploskoocasá (Pyxis planicauda)

#### Rod Stigmochelys
- Želva pardálí (Stigmochelys pardalis)

#### Rod Testudo
- Želva žlutohnědá (Testudo graeca)
- Želva zelenavá (Testudo hermanni)
- Želva egyptská (Testudo kleinmanni)
- Želva vroubená (Testudo marginata)

### Čeleď Trionychidae (kožnatkovití)

#### Rod Amyda
- Kožnatka chrupavčitá (Amyda cartilaginea)[2]
- Amyda ornata (bez českého názvu)

#### Rod Apalone
- Kožnatka floridská (Apalone ferox)
- Kožnatka hladká (Apalone mutica)
- Kožnatka trnitá (Apalone spinifera)

#### Rod Chitra
- Kožnatka úzkohlavá (Chitra chitra)
- Kožnatka indická (Chitra indica)
- Kožnatka VanDijkova (Chitra vandijki)

#### Rod Cyclanorbis
- Kožitka půvabná (Cyclanorbis elegans)
- Kožitka senegalská (Cyclanorbis senegalensis)

#### Rod Cycloderma
- Kožitka Aubryova (Cycloderma aubryi)
- Kožitka uzdičková (Cycloderma frenatum)

#### Rod Dogania
- Kožnatka světlooká (Dogania subplana)

#### Rod Lissemys
- Kožitka tečkovaná (Lissemys punctata)
- Kožitka barmská (Lissemys scutata)
- Lissemys ceylonensis (bez českého názvu)

#### Rod Nilssonia
- Kožnatka myanmarská (Nilssonia formosa)
- Kožnatka ganžská (Nilssonia gangetica)
- Kožnatka okatá (Nilssonia hurum)
- Kožnatka Leithova (Nilssonia leithii)
- Kožnatka černavá (Nilssonia nigricans)

#### Rod Palea
- Kožnatka Steindachnerova (Palea steindachneri)

#### Rod Pelochelys
- Kožnatka Bibronova (Pelochelys bibroni)
- Kožnatka Cantorova (Pelochelys cantorii)
- Kožnatka znamenaná (Pelochelys signifera)

#### Rod Pelodiscus
- Kožnatka hunanská (Pelodiscus axenaria)
- Kožnatka amurská (Pelodiscus maackii)
- Kožnatka menší (Pelodiscus parviformis)
- Kožnatka čínská (Pelodiscus sinensis)
- Pelodiscus variegatus (bez českého názvu)

#### Rod Rafetus
- Kožnatka eufratská (Rafetus euphraticus)
- Kožnatka Swinhoeova (Rafetus swinhoei)

#### Rod Trionyx
- Kožnatka africká (Trionyx triunguis)

## Podřád Pleurodira (skrytohlaví)

### Čeleď Chelidae (matamatovití)

#### Rod Acanthochelys
- Trnokrčka velkohlavá (Acanthochelys macrocephala)
- Trnokrčka chacoská (Acanthochelys pallidipectoris)
- Trnokrčka paprsčitá (Acanthochelys radiolata)
- Trnokrčka Spixova (Acanthochelys spixii)

#### Rod Chelodina
- Dlouhokrčka arnhemská (Chelodina burrungandjii)
- Dlouhokrčka Cannova (Chelodina canni)
- Dlouhokrčka oblá (Chelodina colliei)
- Dlouhokrčka široká (Chelodina expansa)
- Dlouhokrčka papuánská (Chelodina gunaleni)
- Dlouhokrčka Kuchlingova (Chelodina kuchlingi)
- Dlouhokrčka australská (Chelodina longicollis)
- Dlouhokrčka McCordova (Chelodina mccordi)
- Dlouhokrčka novoguinejská (Chelodina novaeguineae)
- Dlouhokrčka Parkerova (Chelodina parkeri)
- Dlouhokrčka Pritchardova (Chelodina pritchardi)
- Dlouhokrčka Reimannova (Chelodina reimanni)
- Dlouhokrčka drsná (Chelodina rugosa)
- Dlouhokrčka Steindachnerova (Chelodina steindachneri)
- Chelodina walloyarrina (bez českého názvu)

#### Rod Chelus
- Matamata třásnitá (Chelus fimbriata)
- Chelus orinocensis (bez českého názvu)

#### Rod Elseya
- Krátkokrčka bělohrdlá (Elseya albagula)
- Krátkokrčka Branderhorstova (Elseya branderhorsti)
- Krátkokrčka zoubkovaná (Elseya dentata)
- Krátkokrčka Irwinova (Elseya irwini)
- Krátkokrčka vzkříšená (Elseya lavarackorum)
- Krátkokrčka novoguinejská (Elseya novaeguineae)
- Elseya flaviventralis (bez českého názvu)
- Elseya rhodini (bez českého názvu)

#### Rod Emydura
- Emydura australská (Emydura australis)
- Emydura říční (Emydura macquarii)
- Emydura červenobřichá (Emydura subglobosa)
- Emydura tanybaraga (Emydura tanybaraga)
- Emydura Viktoriina (Emydura victoriae)
- Emydura gunaleni (bez českého názvu)

#### Rod Elusor
- Krátkokrčka dlouhoocasá (Elusor macrurus)

#### Rod Hydromedusa
- Hadokrčka Maximilianova (Hydromedusa maximiliani)
- Hadokrčka argentinská (Hydromedusa tectifera)

#### Rod Mesoclemmys
- Vousivka Dahlova (Mesoclemmys dahli)
- Vousivka gibba (Mesoclemmys gibba)
- Vousivka věnečková (Mesoclemmys heliostemma)
- Vousivka Hogeova (Mesoclemmys hogei)
- Vousivka nosatá (Mesoclemmys nasuta)
- Vousivka rozpačitá (Mesoclemmys perplexa)
- Vousivka žábohlavá (Mesoclemmys raniceps)
- Vousivka hrbolkatá (Mesoclemmys tuberculata)
- Vousivka Vanderhaegeova (Mesoclemmys vanderhaegei)
- Vousivka širokohlavá (Mesoclemmys zuliae)

#### Rod Myuchelys
- Krátkokrčka Purvisova (Myuchelys purvisi)

#### Rod Phrynops
- Vousivka pestrá (Phrynops geoffroanus)
- Vousivka Hilairova (Phrynops hilarii)
- Vousivka žíhaná (Phrynops tuberosus)
- Vousivka Williamsova (Phrynops williamsi)

#### Rod Platemys
- Vousivka ploskohlavá (Platemys platycephala)

#### Rod Pseudemydura
- Krátkokrčka hnědavá (Pseudemydura umbrina)

#### Rod Rheodytes
- Krátkokrčka bělooká (Rheodytes leukops)

#### Rod Rhinemys
- Vousivka červenonohá (Rhinemys rufipes)

### Čeleď Pelomedusidae (pelomedúzovití)

#### Rod Pelomedusa
- Pelomedúza africká (Pelomedusa subrufa)

#### Rod Pelusios
- Pelusie okavanžská (Pelusios adansonii)
- Pelusie Brodleyova (Pelusios broadleyi)
- Pelusie kýlnatá (Pelusios carinatus)
- Pelusie kaštanová (Pelusios castanoides)
- Pelusie západoafrická (Pelusios cupulatta)
- Pelusie Maranova (Pelusios marani)
- Pelusie černá (Pelusios niger)
- Pelusie tmavá (Pelusios subniger)
- Pelusie upembajská (Pelusios upembae)
- Pelusie Williamsova (Pelusios williamsi)

### Čeleď Podocnemididae (terekovití)

#### Rod Erymnochelys
- Tereka madagaskarská (Erymnochelys madagascariensis)

#### Rod Peltocephalus
- Tereka velkohlavá (Peltocephalus dumerilianus)

#### Rod Podocnemis
- Tereka červenohlavá (Podocnemis erythrocephala)
- Tereka velká (Podocnemis expansa)
- Tereka magdalénská (Podocnemis lewyana)
- Tereka hrbolatá (Podocnemis sextuberculata)
- Tereka jednovousá (Podocnemis unifilis)
- Tereka Voglova (Podocnemis vogli)